# Valerio Grazini
Valerio Grazini (Viterbo, 26 settembre 1992) è un tiratore a volo italiano.

## Biografia
Il commissario tecnico Bruno Fasano decide di convocarlo in nazionale e nel giugno 2007 è argento agli europei di lunghezza e nel settembre dello stesso anno, ancora quattordicenne, vince il campionato del mondo a Tangeri (Mrc) con 195 piattelli rotti su 200 e la coppa del mondo con 574/600.
Nello stesso anno il C.T. della nazionale Albano Pera (olimpionico) lo invita a cimentarsi nella disciplina della fossa olimpica. Nell'agosto del 2009 a Maribor (Slo) conquista il mondiale di fossa olimpica con il risultato di 122/125.
Prima di dedicarsi completamente alla fossa olimpica, relegando la frequentazione delle altre discipline a gare episodiche, nel giugno 2007 a Malaga vince il campionato del mondo FEDECAT e nell'agosto dello stesso anno a Valencia la coppa del mondo come I assoluto senior. Nel settembre 2008 a Buenos Aires (Arg) vince il campionato del mondo di elettrocibles (elica) e nel dicembre dello stesso anno nella medesima disciplina la coppa del mondo come I assoluto senior.
Dal 2006 in varie discipline è atleta azzurro nella nazionale giovanile della FITAV - Federazione Italiana Tiro a Volo, dal 2008 è nazionale di fossa olimpica.
- Quattro campionati del mondo in diverse discipline del tiro -
- Miglior risultato al campionato del mondo junior di fossa universale con 195 su 200 (Tangeri 2007)-
- Miglior risultato alla coppa del mondo di elettrocibles con 99 su 100 in 5 gare (San Remo 2008)-
- Miglior risultato a squadre juniores nelle competizioni internazionali ISSF con 354 su 375 (Belgrado 2011)-
- Miglior risultato juniores nelle gare federali FITAV con finale ad un colpo 145 su 150 (Todi 2011)-
- Miglior risultato settore giovanile nei campionati italiani calibro 20 con 143 su 150 (Lunghezza 2011)-

## Palmarès
ELETTROCIBLES (Elica)
| ANNO | MANIFESTAZIONE         | SEDE                  | RISULTATO SETTORE GIOVANILE | RISULTATO ASSOLUTO SENIOR |
| ---- | ---------------------- | --------------------- | --------------------------- | ------------------------- |
| 2006 | MONDIALE               | BOLOGNA               | BRONZO                      |                           |
| 2007 | MONDIALE               | CANTOBLANCO (S)       | BRONZO                      |                           |
| 2008 | MONDIALE               | BUENOS AIRES (Arg)    | ORO                         |                           |
| 2012 | MONDIALE               | ROMA                  | ARGENTO                     |                           |
| 2005 | EUROPEO                | GIOIA DEL COLLE       | ORO                         |                           |
| 2006 | EUROPEO                | PEVIDEM (P)           | ARGENTO                     |                           |
| 2010 | EUROPEO                | SIVIGLIA (S)          | ORO                         | ORO                       |
| 2005 | FINALE COPPA DEL MONDO | SANREMO               | ARGENTO                     |                           |
| 2006 | FINALE COPPA DEL MONDO | SANREMO               | ARGENTO                     |                           |
| 2007 | FINALE COPPA DEL MONDO | SANREMO               | ORO                         | BRONZO                    |
| 2008 | FINALE COPPA DEL MONDO | SANREMO               | ORO                         | ORO                       |
| 2005 | PROVA COPPA DEL MONDO  | SANREMO               | ARGENTO                     |                           |
| 2006 | " "                    | BORGATELLA            | ORO                         | BRONZO                    |
| 2006 | " "                    | LUNGHEZZA             | ORO                         | ORO                       |
| 2006 | " "                    | RAMBUILLET (F)        | ORO                         |                           |
| 2006 | " "                    | VENEZIA               | ORO                         | ORO                       |
| 2006 | " "                    | CANTOBLANCO (S)       | ORO                         | BRONZO                    |
| 2007 | " "                    | GHEDI                 | ORO                         |                           |
| 2007 | " "                    | SAN PEDRO A RATES (P) | ORO                         | ORO                       |
| 2007 | " "                    | VALENCIA (S)          | ARGENTO                     |                           |
| 2007 | " "                    | ANDORRA (And)         | ORO                         |                           |
| 2007 | " "                    | SANREMO               | ORO                         | ARGENTO                   |
| 2008 | " "                    | GHEDI                 | ORO                         |                           |
| 2008 | " "                    | ALICANTE (S)          | ORO                         | ORO                       |
| 2008 | " "                    | CANTOBLANCO (S)       | ORO                         | ORO                       |
| 2006 | CAMPIONATO ITALIANO    | SANREMO               | ORO                         | ARGENTO                   |
| 2007 | " "                    | SANREMO               | ORO                         | ARGENTO                   |
| 2007 | " "                    | SAN LEONARDO          | ORO                         | ORO                       |
| 2007 | " "                    | CESENATICO            | ORO                         | ORO                       |
| 2008 | " "                    | SANREMO               | ORO                         | ORO                       |

FEDECAT - AITV
| ANNO | MANIFESTAZIONE         | SEDE          | RISULTATO SETTORE GIOVANILE | RISULTATO ASSOLUTO SENIOR |
| ---- | ---------------------- | ------------- | --------------------------- | ------------------------- |
| 2007 | MONDIALE               | MALAGA (S)    | ORO                         |                           |
| 2007 | FINALE COPPA DEL MONDO | VALENCIA (S)  |                             | ORO                       |
| 2007 | PROVA COPPA DEL MONDO  | MALAGA (S)    |                             | ORO                       |
| 2007 | " "                    | ANDORRA (And) |                             | ORO                       |
| 2007 | " "                    | VALENCIA (S)  |                             | ORO                       |
| 2008 | " "                    | TANGERI (Mrc) |                             | ORO                       |
| 2006 | CAMPIONATO ITALIANO    | MADRID (S)    | ORO                         |                           |
| 2007 | " "                    | MADRID (S)    |                             | ORO                       |